# Pelézinha
Marilza Martins da Silva (sinh ngày 12 tháng 3 năm 1964), thường được gọi là Pelézinha, là cựu cầu thủ bóng đá người Brazil, từng chơi bóng trong vai trò một tiền đạo cho đội tuyển bóng đá nữ quốc gia Brazil. Biệt danh của bà là sự bảy tỏ sự kính trọng đối với nam cầu thủ nổi tiếng Pelé.

## Nghề nghiệp
Năm 1981, Pelézinha bỏ học và rời América để gia nhập EC Radar trong vai trò là một cầu thủ chuyên nghiệp. Sau khi chơi cho Radar, đại diện cho Brazil, trong lần tổ chức vào năm 1986 của giải Mundialito ở Ý, các câu lạc bộ Ý đã đưa ra một khoản phí chuyển nhượng $ 35,000 để ký hợp đồng với cầu thủ ngôi sao Pelézinha. Bà cũng là một phần của đội Radar đã tham dự Giải đấu Chào mời Bóng đá nữ năm 1988 tại Quảng Đông với tư cách là thành viên đội Bóng đá nữ Brazil và kết thúc giải ở vị trí thứ ba.
Trong Giải vô địch bóng đá nữ thế giới 1991, Pelézinha tham gia trận đấu thứ hai của vòng bảng với đối thủ là Hoa Kỳ. Bà không thể gây ấn tượng với hàng phòng thủ Hoa Kỳ và được thay ra sớm vào hiệp hai, bị thay thế bởi cầu thủ trẻ tuổi Pretinha, mới 16 tuổi. Nỗ lực để chơi bẫy việt vị đã góp phần vào thất bại 5–0 của Brazil trước các nhà vô địch của giải đấu. Pelézinha là một thủ môn dự bị trong hai đội thuộc giải đấu khác.
Đội tuyển bóng đá nữ Brazil không chơi một trận đấu nào khác trong hơn ba năm, cho đến khi nhận được sự tài trợ từ tinh bột ngô Maizena cho phép họ chơi trong giải vô địch bóng đá nữ Nam Mỹ năm 1995. Pelézinha vắng mặt trong đội hình sau này.